# Smicroplectrus
Smicroplectrus är ett släkte av steklar som beskrevs av Thomson 1883. Smicroplectrus ingår i familjen brokparasitsteklar.

## Dottertaxa tillSmicroplectrus, i alfabetisk ordning[1][2]
- Smicroplectrus acauliscoon
- Smicroplectrus actenon
- Smicroplectrus albilineatus
- Smicroplectrus apicatus
- Smicroplectrus bohemani
- Smicroplectrus borealis
- Smicroplectrus brevipetiolus
- Smicroplectrus bucculatus
- Smicroplectrus californicus
- Smicroplectrus cornutus
- Smicroplectrus costulatus
- Smicroplectrus eburneus
- Smicroplectrus erosus
- Smicroplectrus excisus
- Smicroplectrus hamatus
- Smicroplectrus heinrichi
- Smicroplectrus hinzi
- Smicroplectrus incompletus
- Smicroplectrus inversus
- Smicroplectrus irroratus
- Smicroplectrus jucundus
- Smicroplectrus modestus
- Smicroplectrus nigricornis
- Smicroplectrus palliatus
- Smicroplectrus parvipecten
- Smicroplectrus paulipecten
- Smicroplectrus perkinsorum
- Smicroplectrus quinquecinctus
- Smicroplectrus robustus
- Smicroplectrus walleyi